# Catherine Acholonu
Catherine Obianuju Acholonu, née le 26 octobre 1951 à Orlu, Nigeria et morte le 18 mars 2014 à Imo, est une autrice, professeure sur la culture Africaine et sur l'étude du genre, chercheuse et militante nigériane. Elle était notamment la conseillère (Senior Special Adviser) du président nigérien Olusegun Obasanjo sur les sujets relatifs à l'art et la culture de 1999 à 2002. Elle fait partie des membres fondateurs de l'association des auteurs nigériens (ANA). 

## Biographie
Catherine Acholonu est née à Orlu, Nigeria le 26 octobre 1951 elle est l'aînée de quatre enfants. Elle fait ses études secondaires dans sa ville natale. À dix-sept ans, elle est mariée à Douglas Acholonu, un chirurgien vivant en Allemagne, avec qui elle aura quatre enfants. Elle s'inscrit en littératures anglaise et africaine à l'université de Düsseldorf en 1974, et obtient son master en 1977 à l'université de Dusseldorf en Allemagne. Elle devient la première femme africaine à obtenir un master en 1977,.
En 1980, elle revient au Nigéria, où elle devient enseignante au College Alvan Ikoku . Elle prépare en parallèle un doctorat : elle soutient sa thèse en 1982 et devient la première femme africaine diplômée d'un doctorat, à l'université de Düsseldorf.
Elle est l'auteure de plus de quinze livres, et est reconnue comme une référence littéraire internationale. La plupart de ses livres sont étudiés dans les écoles et universités nigériennes, ainsi que dans de nombreux départements d'études sur la culture Africaine, aux États-Unis et en Europe. Son travail fut soutenu et reconnu par de nombreuses institutions: telles que United States Information Agency (USIS), the British Council, La fondation Rockefeller En 1989 elle est invitée dans plusieurs universités et institutions, aux États-Unis pour donner des conférences sur son œuvre.
Elle co-fonde avec l'ambassadeur Ajay Prabhakar (en). La fondation Catherine Acholonu pour la recherche Catherine Acholonu Research Center, (CARC) Elle y mène des recherches pionnières sur la pré-histoire africaine, l'art, et la linguistique et les moyens de communications. elle défend que les pierres taillées nigériennes connues sous le nom de monolithes d'Ikom, sont la preuve que les africains sub-sahariens possédaient un système d'écriture avant 2000 av. J.-C.
Elle meurt le 18 mars 2014 à l'âge de 62 d'une insuffisance rénale.

## Carrière
Le 14 juin 1985, The Guardian la qualifie de « poétesse la plus notable parmi les nouveaux poètes nigérians ». Elle fait partie du comité fondateur de l'Association of Nigerian Authors.
En 1986, elle devient ensuite ambassadrice culturelle du Nigéria auprès de l'ONU. Elle est la seule Nigériane, parmi seulement deux participants africains, à siéger au groupe d'expertise des US sur le sujet "Women, Population and Sustainable Development: the Road to Rio, Cairo and Beijing”, organisé conjointement par le Fonds des Nations unies pour la population (UNFPA), the Division for the Advancement of Women, and the Division for Sustainable Development. Le rassemblement à lieu en République dominicaine. 
En 1990, Catherine Acholonu obtient une résidence dans le cadre du programme Fulbright Scholar, qui lui permet d'enseigner dans quatre colleges of the Westchester Consortium for International studies, à New-York. En 1995, dans son essai intitulé Motherism, The Afrocentric Alternative to Feminism, elle propose une « alternative afrocentrique » au féminisme occidental, le « maternisme ». Dans ses propositions, le mariage apparaît comme un idéal de la conjugalité. Catherine Acholonu se proclame également ouvertement homophobe.
En 1999, elle devient la conseillère officielle du président nigérian Olusegun Obasanjo sur les sujets d'art et de culture, elle démissionne en 2002, pour présenter sa candidature comme sénatrice en opposition à l'élection du sénateur Arthur Nzeribe (en) Elle rend alors sa carte  du Peoples’ Democratic Party (PDP) et rejoint le National Democratic Party (NDP) elle est soutenue par de nombreux auteurs nigériens qui pensent que son inclusion en politique serait bénéfique au pays, néanmoins, elle perd les élections. Elle affirmera que son rival a envoyé des menaces de mort à sa mère.
En 2006, Catherine Acholonu publie huit livres le même jour, un record de publication qui n'est surpassé que par l'auteur nigérian Ken Saro-Wiwa.

## Prix et distinctions
Elle est la première femme nigériane ayant donné son nom à un organisme de recherche,.
Elle devient la première femme africaine à obtenir un master en 1977 puis un doctorat en 1982.
Elle remporte en 2009 le International Book Awards dans la catégorie "Multi-cultural non-fiction" pour son livre They Lived Before Adam: Prehistoric Origins of the Igbo.

## Ouvrages

### Poésie
- "Going Home"
- "Spring's Last Drop"
- "Dissidents"
- "Harvest of War"
- "Other Forms of Slaughter"

- The Spring's Last Drop, 1985
- Nigeria in the Year 1999, 1985
- Recite and Learn – Poems for Junior Primary Schools, 1986
- Recite and Learn – Poems for Senior Primary Schools, 1986

### Théâtre
- Trial of the Beautiful Ones: a play in one act, Owerri, Nigeria: Totan, 1985
- The Deal and Who is the Head of State, Owerri, Nigeria: Totan, 1986
- Into the Heart of Biafra: a play in three acts, Owerri, Nigeria: C. Acholonu, 1970

### Essais
- Western and Indigenous Traditions in Modern Igbo Literature , 1985.
- Motherism, The Afrocentric Alternative to Feminism, 1995.
- The Igbo Roots of Olaudah Equiano, 1995, revised 2007.
- The Earth Unchained: A Quantum Leap in Consciousness: a reply to Al Gore, 1995
- Africa the New Frontier – Towards a Truly Global Literary Theory for the 21st Century. Lecture Delivered to the Association of Nigerian Authors annual Convention, 2002.
- The Gram Code of African Adam: Stone Books and Cave Libraries, Reconstructing 450,000 Years of Africa's Lost Civilizations, 2005
- They Lived Before Adam: Pre-Historic Origins of the Igbo – The Never-Been-Ruled (Ndi Igbo since 1.6 million B.C.), 2009. Winner of the USA-based International Book Awards (2009) in the Multi-cultural non-fiction category.
- The Lost Testament of the Ancestors of Adam: Unearthing Heliopolis/Igbo Ukwu – The Celestial City of the Gods of Egypt and India, 2010

### Articles
- (with Joyce Ann Penfield), "Linguistic Processes of Lexical Innovation in Igbo." Anthropological Linguistics. 22 (1980). 118–130.
- "The Role of Nigerian Dancers in Drama." Nigeria Magazine. 53.1 (1985). 33–39.
- "The Home of Olaudah Equiano – A Linguistic and Anthropological Search", The Journal of Commonwealth Literature. 22.1 (1987). 5–16.
- "L'Igbo Langue Litteraire: Le Cas du Nigeria." [Literary Igbo Language: The Case of Nigeria.] Notre Librairie: Revue du Livre: Afrique, Caraibes, Ocean Indien. 98 (Jul–Sept 1989). 26–30.
- "Mother was a Great Man." In The Heinemann Book of African Women's Writing. Ed. Charlotte H. Bruner. London: Heinemann, 1993. 7–14.
- "Motherism: The Afrocentric Alternative to Feminism." Ishmael Reed's Konch Magazine. (March–April 2002).